# Дворцы (Псковский район)
Дворцы — деревня в Карамышевской волости Псковского района Псковской области России.
Расположена в 3 км к востоку от села Карамышево и в 40 км к востоку от центра города Пскова.
Численность населения деревни по состоянию на 2000 год составляла 19 человек.